# چساره پرسکا
چساره پرسکا (به ایتالیایی: Cesare Presca) بازیکن فوتبال و اهل ایتالیا است که از سال ۱۹۴۸ میلادی عضو تیم ملی فوتبال ایتالیا بوده و در ۱ بازی ملی حضور داشته‌است. او در بازی‌های ملی‌اش گلی به ثمر نرساند.
چساره پرسکا آخرین بازی ملی خود را در سال ۱۹۴۸ میلادی انجام داد.